# Mon, Tibro kommun
Mon är en tidigare småort i Tibro kommun i Västra Götalands län. 2015 hade folkmängden i området minskat och småorten upplöstes.